# Elías de Borbón-Parma
Elías Roberto Carlos María de Borbón-Parma (Biarritz, 23 de julio de 1880 - Friedberg, 27 de junio de 1959) fue duque titular de Parma entre 1950 y 1959 y además regente durante los reinados de sus hermanos mayores, Enrique y José, que sufrían un severo retraso mental. Para los realistas legitimistas fue Elías I de Parma.

## Familia
Elías era el décimo hijo del matrimonio formado por el duque Roberto I de Parma y su primera esposa, la princesa María Pía de Borbón-Dos Sicilias. Sus abuelos paternos eran el duque Carlos III de Parma y su esposa, Luisa María de Borbón, hermana de Enrique V de Francia, rey nominal de Francia. Sus abuelos maternos eran el rey Fernando II de las Dos Sicilias y la archiduquesa María Teresa de Austria-Teschen. Su hermana mayor era María Luisa de Parma, princesa de Bulgaria; seis de sus diez hermanos restantes sufrían un profundo retraso mental.
En 1882 su madre, María Pía, murió de parto en Biarritz, y su padre contrajo matrimonio dos años después con María Antonia de Braganza, infanta de Portugal. De este segundo matrimonio nacieron doce hijos más, entre los que cabe destacar a Sixto, Javier de Borbón-Parma (futuro jefe de la rama carlista) y Zita, última emperatriz de Austria-Hungría.

## Vida
Elías nació en Biarritz, y era el antepenúltimo de los doce hijos que tuvieron sus padres. Seis de sus hermanos mayores sufrían un severo retraso mental, mientras que los dos hermanos siguientes (llamados Anastasia y Augusto) murieron a muy corta edad. Su padre volvió a contraer matrimonio en 1884 y engendró doce hijos más. 
Tras la muerte de su padre, Roberto I, en 1907, le sucedió en el trono de Parma (que había cesado de existir oficialmente en 1860 durante la unificación italiana) su hijo mayor, Enrique. No obstante, dado que éste era de capacidades mentales limitadas, Elías se convirtió en regente. Lo mismo volvió a ocurrir en 1939 cuando sucedió su otro hermano, José, también discapacitado.
El 25 de mayo de 1903 Elías contrajo matrimonio con la archiduquesa María Ana de Austria, que era sobrina de María Cristina de Austria, reina consorte de España, y por lo tanto prima carnal de Alfonso XIII. Tuvieron ocho hijos:
- Isabel de Parma (1904-1983); murió soltera.
- Príncipe Carlos (1905-1912); murió de polio.
- María Francisca de Parma (1906-1994); murió soltera.
- Roberto II de Parma (1909-1974); sucesor de su padre; murió soltero.
- Príncipe Francisco (1913-1939); murió soltero.
- Princesa Juana (1916-1949); murió soltera en un accidente de caza en La Toledana, España.
- Princesa Alicia (1917-2017); casada con Alfonso de Borbón-Dos Sicilias y Borbón; con sucesión.
- Princesa María Cristina (1925-2009); falleció en Viena, soltera y sin sucesión.

El rey Alfonso XIII de España le concedió el 18 de agosto de 1920 la nacionalidad española, y la facultad para usar en el Reino de España el título de Príncipe de Borbón, con el tratamiento aparejado de Su Alteza Real.
Elías falleció en Friedberg (Estiria) en 1959, y le sucedió su hijo Roberto. Él y su esposa están enterrados en la villa de Mönichkirchen, en esa misma localidad.

## Distinciones honoríficas
- Caballero de la Orden del Toisón de Oro (Rama Austríaca).
- 8 de abril de 1914: Caballero novicio de la Orden de Santiago.[2][3] (Reino de España)

## Ancestros
|  |                                           |  |  |  |  |  |  |  |  |  |  |  |  |  |  |  |
|  | 16. Luis I de Parma                       |  |  |  |  |  |  |  |  |  |  |  |  |  |  |  |
|  |                                           |  |  |  |  |  |  |  |  |  |  |  |  |  |  |  |
|  |                                           |  |  |  |  |  |  |  |  |  |  |  |  |  |  |  |
|  | 8. Carlos II de Parma                     |  |  |  |  |  |  |  |  |  |  |  |  |  |  |  |
|  |                                           |  |  |  |  |  |  |  |  |  |  |  |  |  |  |  |
|  |                                           |  |  |  |  |  |  |  |  |  |  |  |  |  |  |  |
|  | 17. María Luisa de Borbón                 |  |  |  |  |  |  |  |  |  |  |  |  |  |  |  |
|  |                                           |  |  |  |  |  |  |  |  |  |  |  |  |  |  |  |
|  |                                           |  |  |  |  |  |  |  |  |  |  |  |  |  |  |  |
|  | 4. Carlos III de Parma                    |  |  |  |  |  |  |  |  |  |  |  |  |  |  |  |
|  |                                           |  |  |  |  |  |  |  |  |  |  |  |  |  |  |  |
|  |                                           |  |  |  |  |  |  |  |  |  |  |  |  |  |  |  |
|  | 18. Víctor Manuel I de Cerdeña            |  |  |  |  |  |  |  |  |  |  |  |  |  |  |  |
|  |                                           |  |  |  |  |  |  |  |  |  |  |  |  |  |  |  |
|  |                                           |  |  |  |  |  |  |  |  |  |  |  |  |  |  |  |
|  | 9. María Teresa de Saboya                 |  |  |  |  |  |  |  |  |  |  |  |  |  |  |  |
|  |                                           |  |  |  |  |  |  |  |  |  |  |  |  |  |  |  |
|  |                                           |  |  |  |  |  |  |  |  |  |  |  |  |  |  |  |
|  | 19. María Teresa de Austria-Este          |  |  |  |  |  |  |  |  |  |  |  |  |  |  |  |
|  |                                           |  |  |  |  |  |  |  |  |  |  |  |  |  |  |  |
|  |                                           |  |  |  |  |  |  |  |  |  |  |  |  |  |  |  |
|  | 2. Roberto I de Parma                     |  |  |  |  |  |  |  |  |  |  |  |  |  |  |  |
|  |                                           |  |  |  |  |  |  |  |  |  |  |  |  |  |  |  |
|  |                                           |  |  |  |  |  |  |  |  |  |  |  |  |  |  |  |
|  | 20. Carlos X de Francia                   |  |  |  |  |  |  |  |  |  |  |  |  |  |  |  |
|  |                                           |  |  |  |  |  |  |  |  |  |  |  |  |  |  |  |
|  |                                           |  |  |  |  |  |  |  |  |  |  |  |  |  |  |  |
|  | 10. Carlos Fernando de Borbón             |  |  |  |  |  |  |  |  |  |  |  |  |  |  |  |
|  |                                           |  |  |  |  |  |  |  |  |  |  |  |  |  |  |  |
|  |                                           |  |  |  |  |  |  |  |  |  |  |  |  |  |  |  |
|  | 21. María Teresa de Saboya                |  |  |  |  |  |  |  |  |  |  |  |  |  |  |  |
|  |                                           |  |  |  |  |  |  |  |  |  |  |  |  |  |  |  |
|  |                                           |  |  |  |  |  |  |  |  |  |  |  |  |  |  |  |
|  | 5. Luisa María de Borbón                  |  |  |  |  |  |  |  |  |  |  |  |  |  |  |  |
|  |                                           |  |  |  |  |  |  |  |  |  |  |  |  |  |  |  |
|  |                                           |  |  |  |  |  |  |  |  |  |  |  |  |  |  |  |
|  | 22. Francisco I de las Dos Sicilias       |  |  |  |  |  |  |  |  |  |  |  |  |  |  |  |
|  |                                           |  |  |  |  |  |  |  |  |  |  |  |  |  |  |  |
|  |                                           |  |  |  |  |  |  |  |  |  |  |  |  |  |  |  |
|  | 11. María Carolina de las Dos Sicilias    |  |  |  |  |  |  |  |  |  |  |  |  |  |  |  |
|  |                                           |  |  |  |  |  |  |  |  |  |  |  |  |  |  |  |
|  |                                           |  |  |  |  |  |  |  |  |  |  |  |  |  |  |  |
|  | 23. María Isabel de Borbón                |  |  |  |  |  |  |  |  |  |  |  |  |  |  |  |
|  |                                           |  |  |  |  |  |  |  |  |  |  |  |  |  |  |  |
|  |                                           |  |  |  |  |  |  |  |  |  |  |  |  |  |  |  |
|  | 1. Elías de Borbón-Parma                  |  |  |  |  |  |  |  |  |  |  |  |  |  |  |  |
|  |                                           |  |  |  |  |  |  |  |  |  |  |  |  |  |  |  |
|  |                                           |  |  |  |  |  |  |  |  |  |  |  |  |  |  |  |
|  | 24. Fernando I de las Dos Sicilias        |  |  |  |  |  |  |  |  |  |  |  |  |  |  |  |
|  |                                           |  |  |  |  |  |  |  |  |  |  |  |  |  |  |  |
|  |                                           |  |  |  |  |  |  |  |  |  |  |  |  |  |  |  |
|  | 12. Francisco I de las Dos Sicilias       |  |  |  |  |  |  |  |  |  |  |  |  |  |  |  |
|  |                                           |  |  |  |  |  |  |  |  |  |  |  |  |  |  |  |
|  |                                           |  |  |  |  |  |  |  |  |  |  |  |  |  |  |  |
|  | 25. María Carolina de Austria             |  |  |  |  |  |  |  |  |  |  |  |  |  |  |  |
|  |                                           |  |  |  |  |  |  |  |  |  |  |  |  |  |  |  |
|  |                                           |  |  |  |  |  |  |  |  |  |  |  |  |  |  |  |
|  | 6. Fernando II de las Dos Sicilias        |  |  |  |  |  |  |  |  |  |  |  |  |  |  |  |
|  |                                           |  |  |  |  |  |  |  |  |  |  |  |  |  |  |  |
|  |                                           |  |  |  |  |  |  |  |  |  |  |  |  |  |  |  |
|  | 26. Carlos IV de España                   |  |  |  |  |  |  |  |  |  |  |  |  |  |  |  |
|  |                                           |  |  |  |  |  |  |  |  |  |  |  |  |  |  |  |
|  |                                           |  |  |  |  |  |  |  |  |  |  |  |  |  |  |  |
|  | 13. María Isabel de Borbón                |  |  |  |  |  |  |  |  |  |  |  |  |  |  |  |
|  |                                           |  |  |  |  |  |  |  |  |  |  |  |  |  |  |  |
|  |                                           |  |  |  |  |  |  |  |  |  |  |  |  |  |  |  |
|  | 27. María Luisa de Parma                  |  |  |  |  |  |  |  |  |  |  |  |  |  |  |  |
|  |                                           |  |  |  |  |  |  |  |  |  |  |  |  |  |  |  |
|  |                                           |  |  |  |  |  |  |  |  |  |  |  |  |  |  |  |
|  | 3. María Pía de Borbón-Dos Sicilias       |  |  |  |  |  |  |  |  |  |  |  |  |  |  |  |
|  |                                           |  |  |  |  |  |  |  |  |  |  |  |  |  |  |  |
|  |                                           |  |  |  |  |  |  |  |  |  |  |  |  |  |  |  |
|  | 28. Leopoldo II de Austria                |  |  |  |  |  |  |  |  |  |  |  |  |  |  |  |
|  |                                           |  |  |  |  |  |  |  |  |  |  |  |  |  |  |  |
|  |                                           |  |  |  |  |  |  |  |  |  |  |  |  |  |  |  |
|  | 14. Carlos de Austria-Teschen             |  |  |  |  |  |  |  |  |  |  |  |  |  |  |  |
|  |                                           |  |  |  |  |  |  |  |  |  |  |  |  |  |  |  |
|  |                                           |  |  |  |  |  |  |  |  |  |  |  |  |  |  |  |
|  | 29. María Luisa de Borbón                 |  |  |  |  |  |  |  |  |  |  |  |  |  |  |  |
|  |                                           |  |  |  |  |  |  |  |  |  |  |  |  |  |  |  |
|  |                                           |  |  |  |  |  |  |  |  |  |  |  |  |  |  |  |
|  | 7. María Teresa de Austria-Teschen        |  |  |  |  |  |  |  |  |  |  |  |  |  |  |  |
|  |                                           |  |  |  |  |  |  |  |  |  |  |  |  |  |  |  |
|  |                                           |  |  |  |  |  |  |  |  |  |  |  |  |  |  |  |
|  | 30. Federico Guillermo de Nassau-Weilburg |  |  |  |  |  |  |  |  |  |  |  |  |  |  |  |
|  |                                           |  |  |  |  |  |  |  |  |  |  |  |  |  |  |  |
|  |                                           |  |  |  |  |  |  |  |  |  |  |  |  |  |  |  |
|  | 15. Enriqueta de Nassau-Weilburg          |  |  |  |  |  |  |  |  |  |  |  |  |  |  |  |
|  |                                           |  |  |  |  |  |  |  |  |  |  |  |  |  |  |  |
|  |                                           |  |  |  |  |  |  |  |  |  |  |  |  |  |  |  |
|  | 31. Luisa Isabel de Kirchberg             |  |  |  |  |  |  |  |  |  |  |  |  |  |  |  |
|  |                                           |  |  |  |  |  |  |  |  |  |  |  |  |  |  |  |
|  |                                           |  |  |  |  |  |  |  |  |  |  |  |  |  |  |  |

| Predecesor: José I | Duque de Parma, Guastalla y Plasencia 1950 - 1959 | Sucesor: Roberto II |
| Predecesor: José I | Rey titular de Navarra 1950 - 1959                | Sucesor: Roberto II |